# Lucas Bergström
Lucas Carl Edvard Bergström (sinh ngày 5 tháng 9 năm 2002) là một cầu thủ bóng đá chuyên nghiệp người Phần Lan thi đấu ở vị trí thủ môn cho câu lạc bộ Chelsea tại Premier League và đội tuyển quốc gia Phần Lan.